# Желудёвая плодожорка
Желудёвая плодожорка, или серая дубовая плодожорка (лат. Cydia splendana, syn. Laspeyresia splendana) — бабочка семейства листовёрток. Крылья в размахе 12—22 мм. Генерация одногодичная. Лёт в июне — июле. Распространена в Евразии в пределах ареалов дуба и бука. Каждая гусеница повреждает до 4 желудей